# Audi A7 C8
Der Audi A7 C8 (interne Typbezeichnung 4K bzw. Baureihencode F2 in der FIN wie der Audi A6 C8) ist ein von der Audi AG produzierter fünftüriger Pkw mit Fließheck. Produziert wurde der A7 im Audi-Werk in Neckarsulm.

## Modellgeschichte
Die Vorstellung erfolgte am 19. Oktober 2017 im Audi-Design-Studio in Ingolstadt, erstmals öffentlich gezeigt wurde das Fahrzeug auf der North American International Auto Show (NAIAS) 2018. Die Markteinführung fand Ende Februar 2018 statt.
Mit dem A7 55 TFSI e wurde Ende Februar 2019 ein Plug-in-Hybridmodell angekündigt, Premiere hatte es auf dem Genfer Auto-Salon 2019. Ab September 2019 war es bestellbar.
Im April 2019 wurde der S7 vorgestellt. Er wird erstmals von einem Dieselmotor angetrieben.
Auf der IAA 2019 wurde das RS7-Modell vorgestellt. Es wird seit Dezember 2022 auch in einer leistungsstärkeren Performance-Version angeboten.
Für den chinesischen Markt produziert Audi seit September 2021 den Audi A7L C8 (55 TFSI, ab Februar 2022 auch 45 TFSI) als fünftürige Limousine bei SAIC-VW im Werk Anting. Das Fahrzeug verfügt über einen längeren Radstand und ist als Limousine mit Stufenheck konzipiert.
Für das Modelljahr 2024 präsentierte Audi im Mai 2023 eine überarbeitete Version.
Im Gegensatz zum A6 C8 erhält der A7 C8 kein Nachfolgemodell.

## Technik
Die Plattform Modularer Längsbaukasten des A7 C8 nutzt Stahl-Alu-Mischbauweise. Seine Karosserie geriet nicht länger als die des Vorgängers und weist nun eine höhere Steifigkeit auf.

### Antrieb
Zum Marktstart wurde der A7 von einem maximal 250 kW (340 PS) leistenden Sechszylinder-V-Ottomotor angeboten, der auch im aktuellen Audi A8 zum Einsatz kommt. Weitere Motorisierungen folgten kurz nach Produktionsstart.
Sechszylinder-Motoren erhalten ein 48-Volt-Bordnetz mit Lithium-Ionen-Batterie, das zusammen mit dem Riemen-Startergenerator die MHEV-Technologie (mild hybrid electric vehicle) bildet. Er bewirkt einen kaum bemerkbaren Wiederstart. Bei den Vierzylinder-Modellen ist der Riemen-Startergenerator in 12 Volt ausgeführt.
Das Plug-in-Hybridmodell A7 55 TFSI e hat einen 2,0-l-Ottomotor mit einer maximalen Leistung von 185 kW und eine permanenterregte Synchronmaschine als Elektromotor mit 105 kW. Die Systemleistung beträgt 270 kW. Der Lithium-Ionen-Akkumulator hat eine Kapazität von 14,1 kWh, er kann mit maximal 7,4 kW geladen werden.

### Fahrwerk
In der Grundausstattung hat der A7 ein Fahrwerk mit Stahlfedern, gegen Aufpreis Luftfederung (Luftfederung nicht bei TFSI e Modellen). Weiter gab es auf Wunsch eine Allradlenkung, die, neben der Hinterradlenkung um bis zu 5° bei niedrigen Geschwindigkeiten, ein Überlagerungsgetriebe an der Vorderachse nutzt. Das bringt auch eine Verkleinerung des Wendekreises um 1,1 m mit sich. Ab 60 km/h lenken die Hinterräder mit. Die Vorderachse wurde aufwändiger angebunden.

### Fahrerassistenzsysteme
Der A7 C8 kann mit bis zu 39 Fahrerassistenzsystemen ausgerüstet sein; die Informationen von je fünf Kameras und Radarsensoren, Ultraschallsensoren und einem Laserscanner werden in einem Fahrerassistenz-Steuergerät (zFAS) verarbeitet.
Das Infotainment ist auch über Sprachsteuerung zu bedienen.

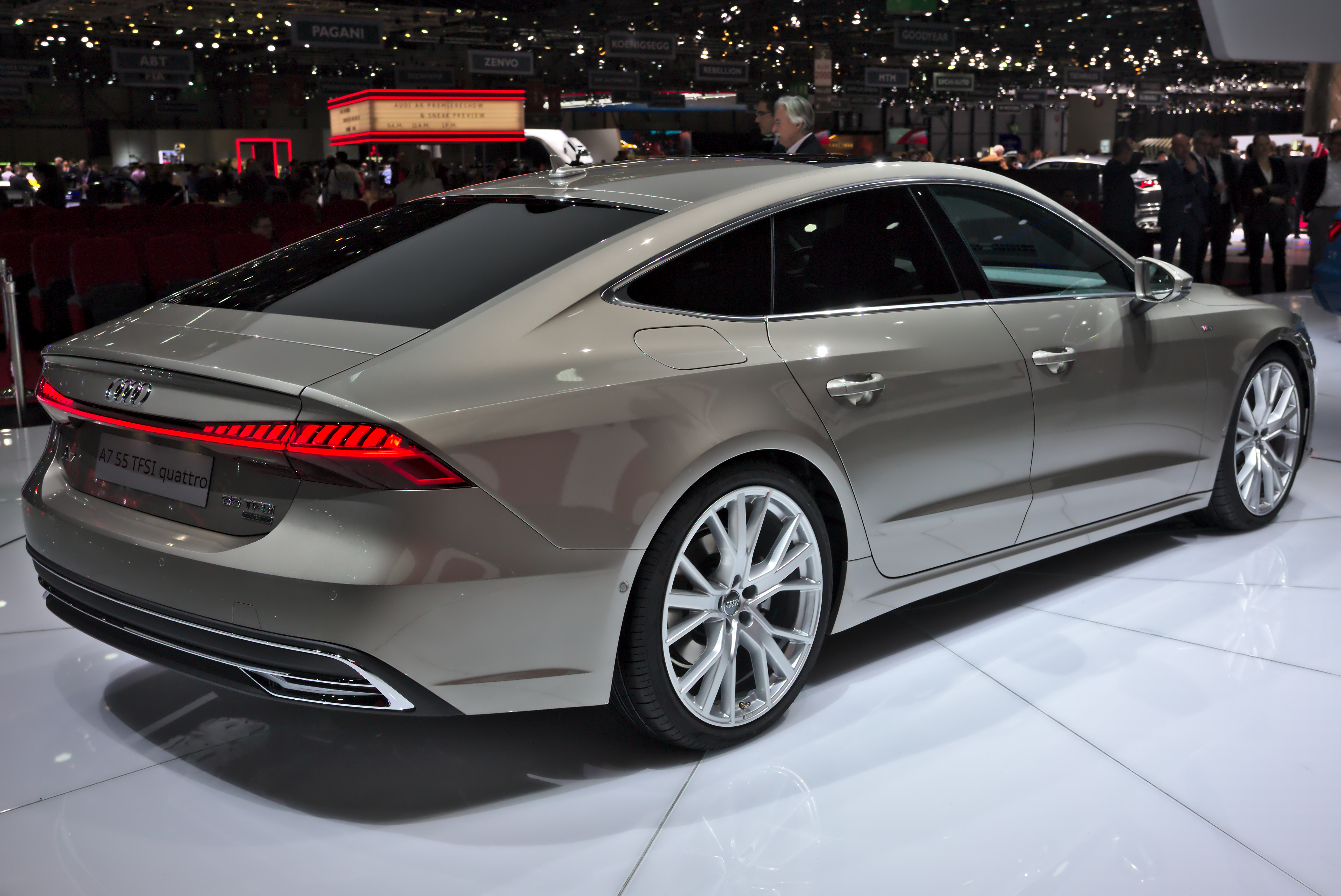
Heckseitenansicht
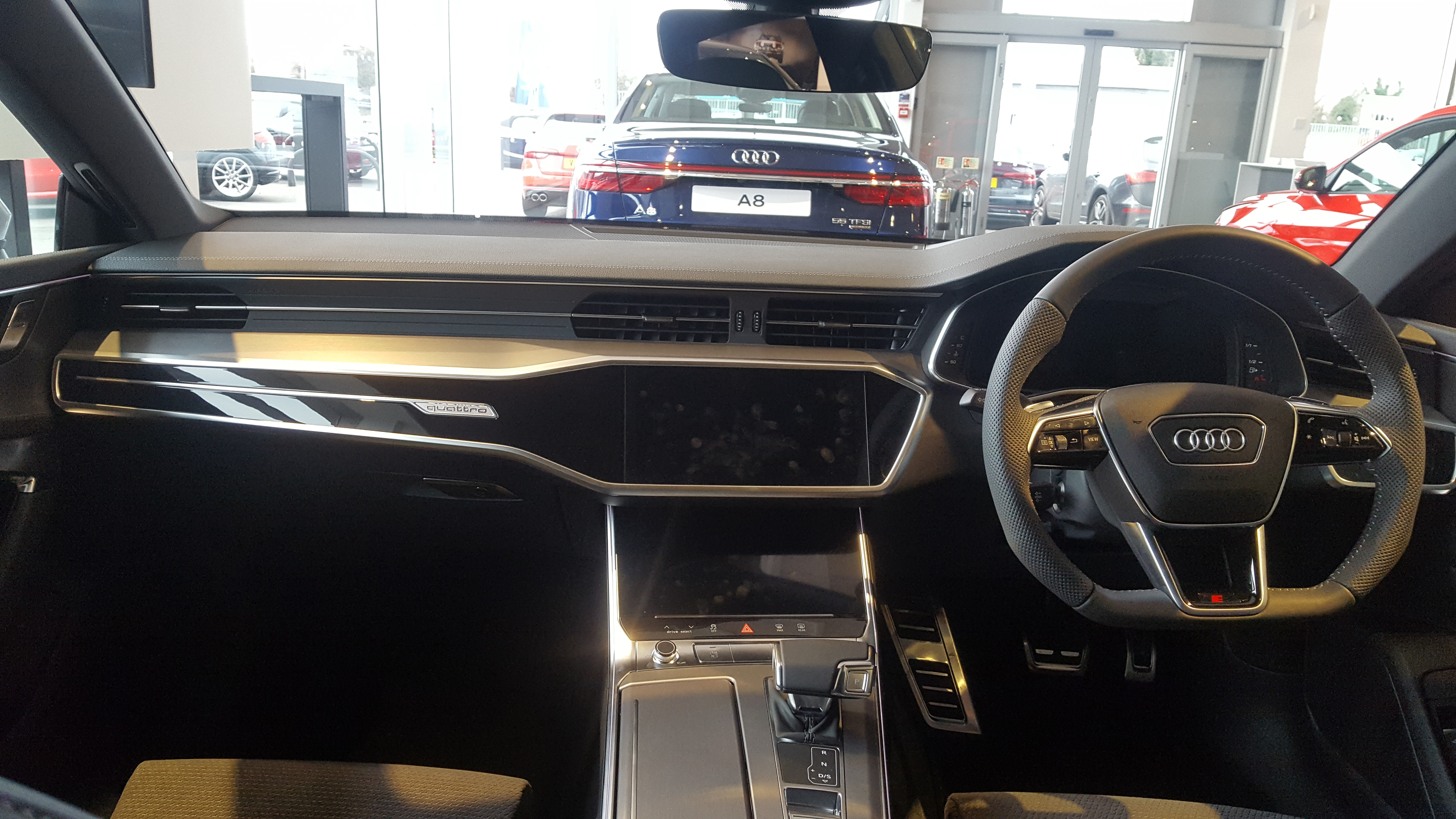
Audi A7 Sportback 50 TDI, Instrumententafel
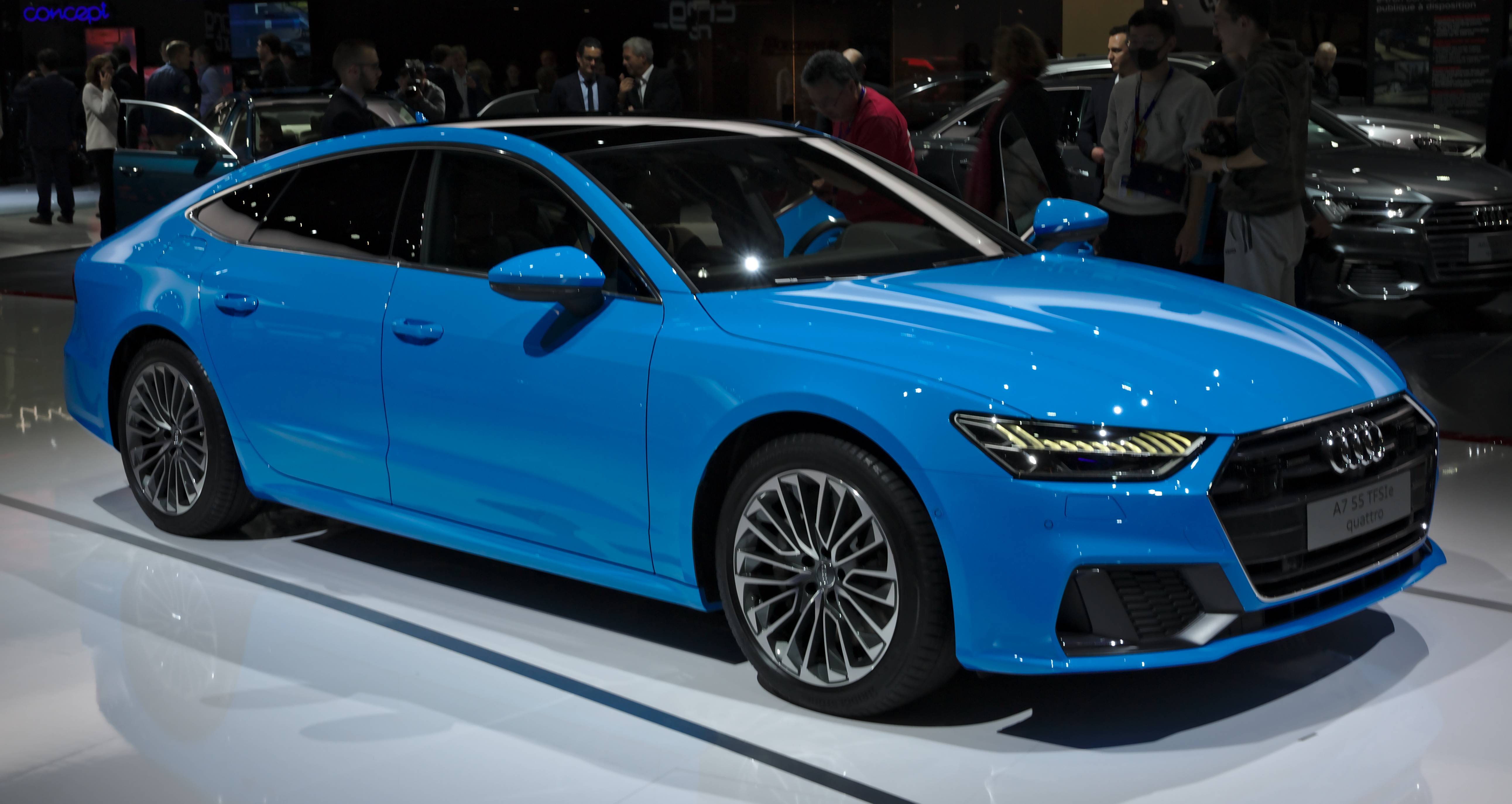
Audi A7 Sportback 55 TFSI e auf dem Genfer Auto-Salon 2019
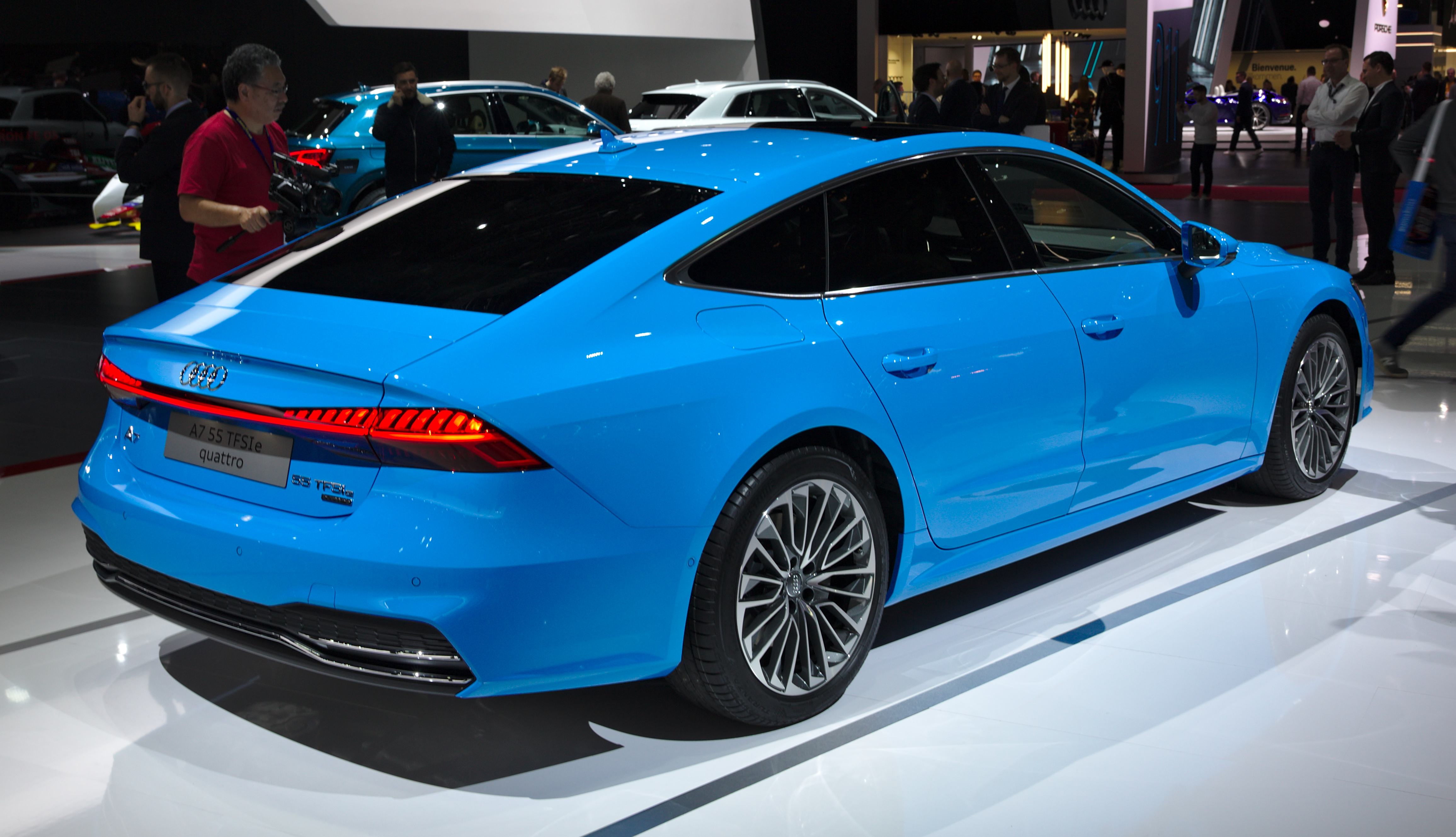
Heckseitenansicht
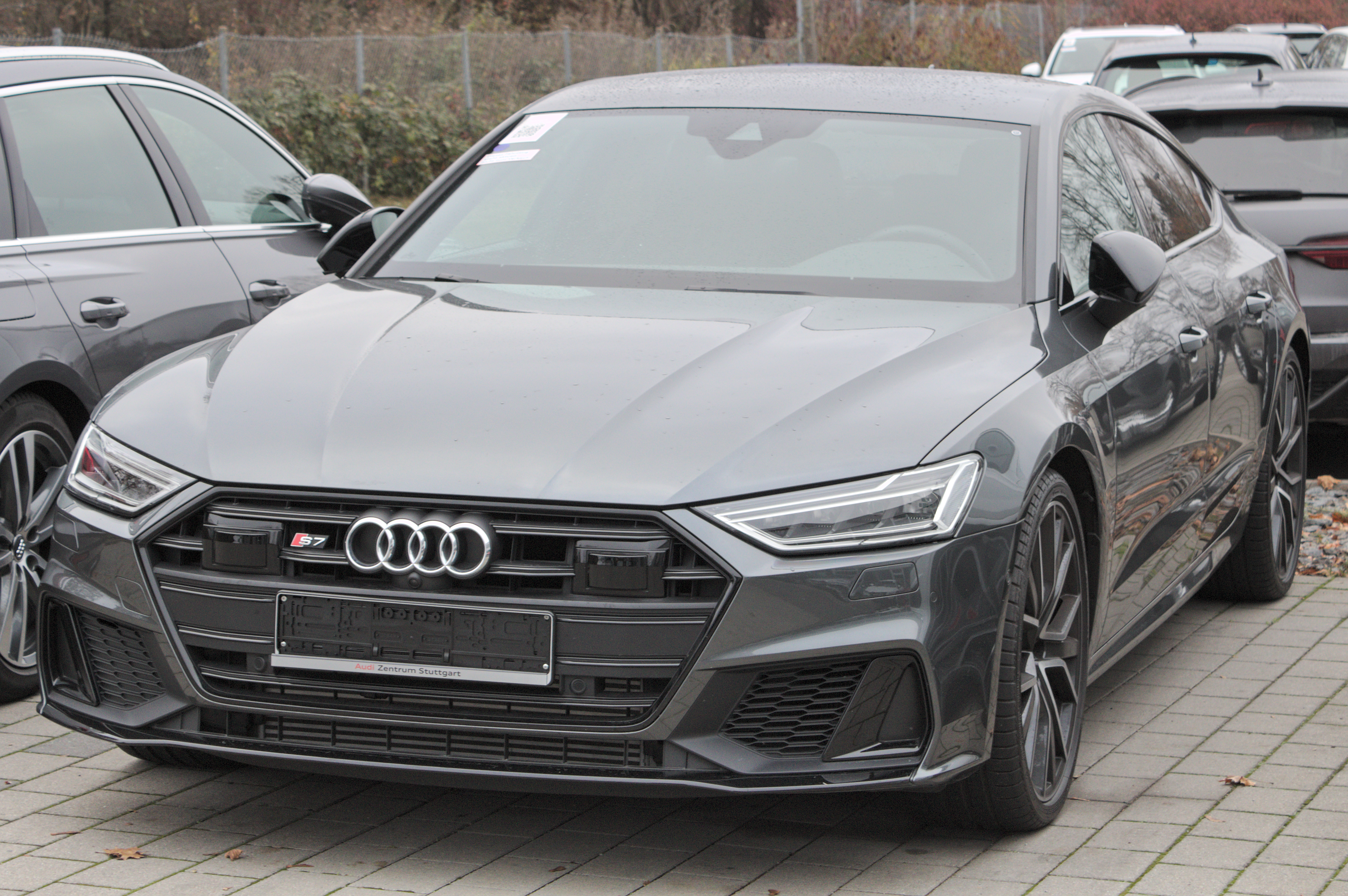
Audi S7 Sportback TDI
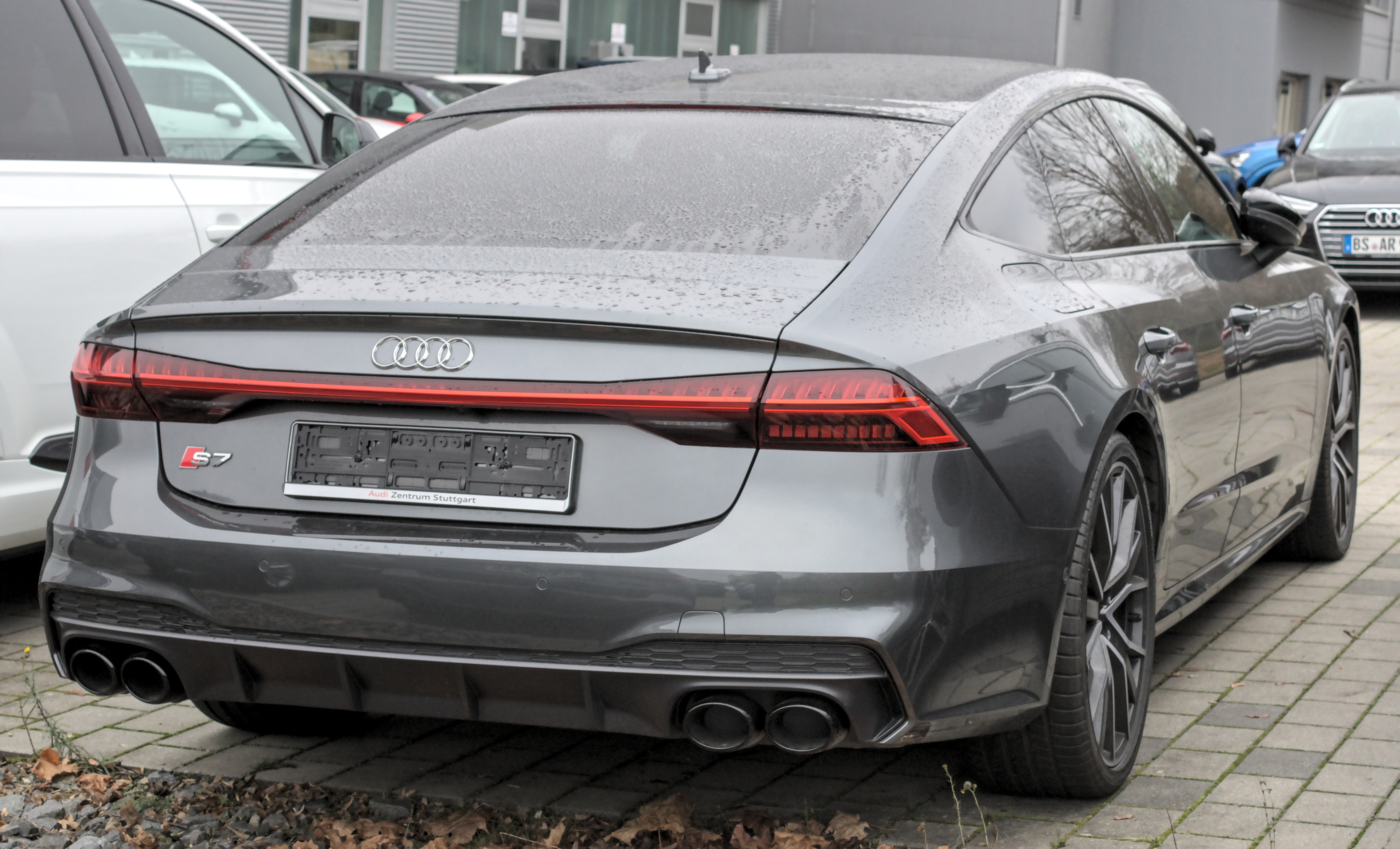
Heckseitenansicht
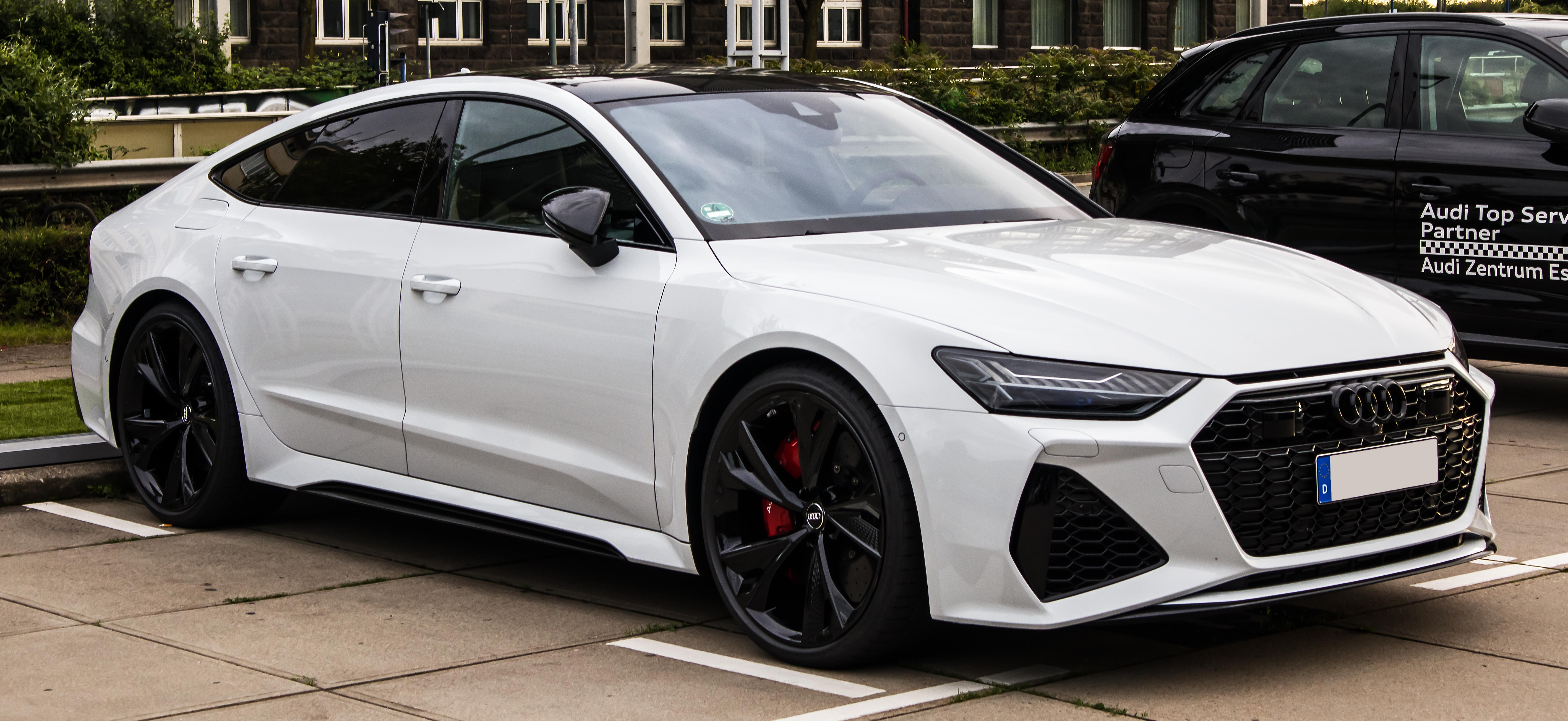
Audi RS 7 Sportback
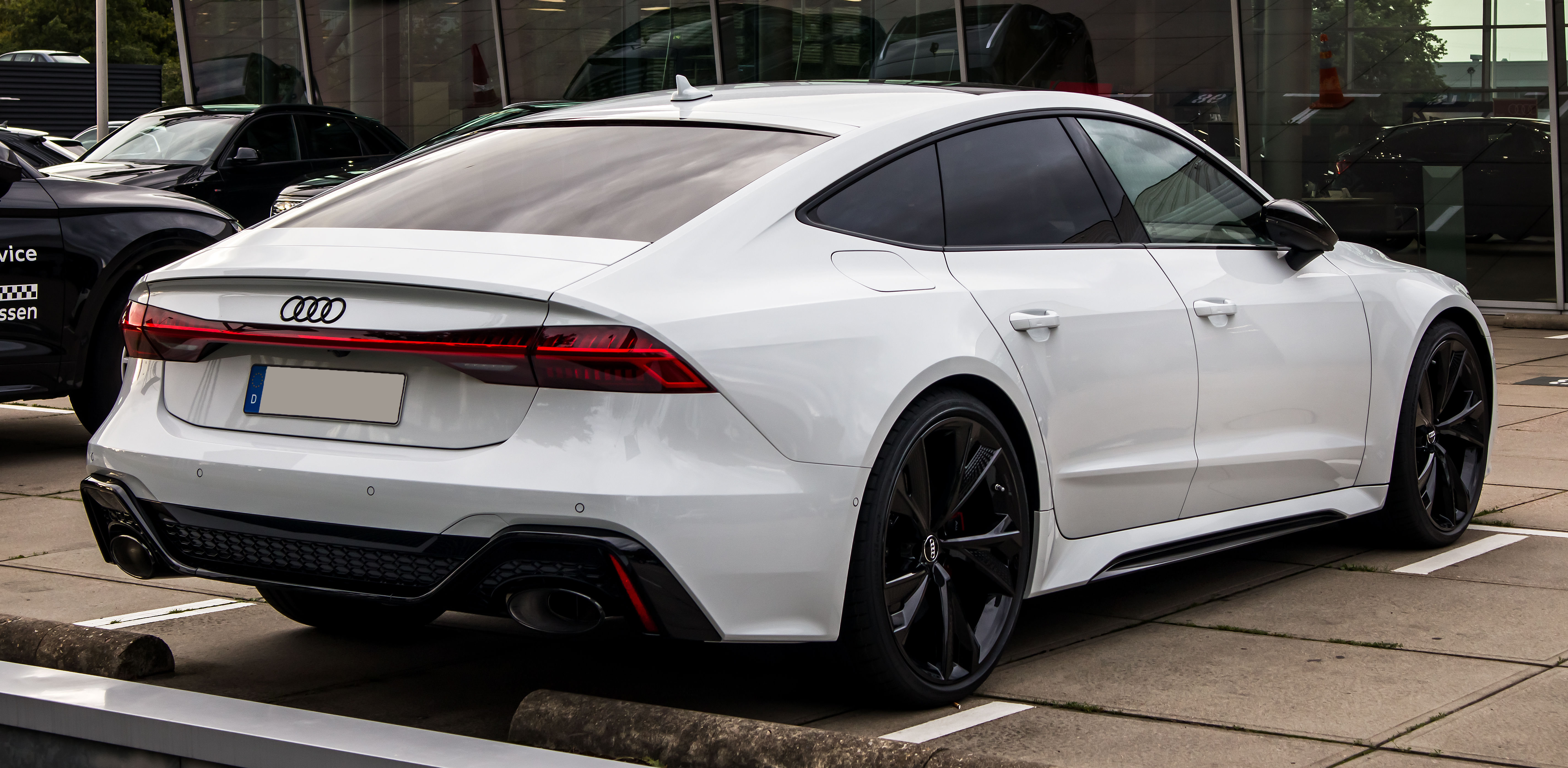
Heckseitenansicht

## Technische Daten

### Ottomotoren
|                                                      | 45 TFSI                   | 45 TFSI                   | 45 TFSI                   | 50 TFSI e                                        | 50 TFSI e                                        | 50 TFSI e                                        | 55 TFSI                   | 55 TFSI                   | 55 TFSI                   | 55 TFSI                   | 55 TFSI e                                        | 55 TFSI e                                        | 55 TFSI e                                        | S7 TFSI (1)              | RS7                       | RS7                       | RS7                       | RS7 Performance          | RS7 Performance          |
| ---------------------------------------------------- | ------------------------- | ------------------------- | ------------------------- | ------------------------------------------------ | ------------------------------------------------ | ------------------------------------------------ | ------------------------- | ------------------------- | ------------------------- | ------------------------- | ------------------------------------------------ | ------------------------------------------------ | ------------------------------------------------ | ------------------------ | ------------------------- | ------------------------- | ------------------------- | ------------------------ | ------------------------ |
| Bauzeitraum                                          | 12/2018–07/2020           | 08/2020–10/2023           | 10/2023–03/2025           | 10/2019–12/2020                                  | 02/2021–07/2022                                  | 10/2023–03/2025                                  | 02/2018–06/2018           | 01/2019–07/2020           | 08/2020–06/2023           | 10/2023–03/2025           | 09/2019–12/2020                                  | 02/2021–07/2022                                  | 10/2023–03/2025                                  | 2019–2025                | 12/2019–11/2020           | 11/2020–04/2023           | 02/2024–03/2025           | 12/2022–04/2023          | 02/2024–03/2025          |
| Motorkennbuchstabe                                   | DLBA                      |                           |                           |                                                  |                                                  |                                                  | DLZA                      | DLZA                      |                           |                           |                                                  |                                                  |                                                  | DKMB                     | DJPB, DWLA                | DJPB, DWLA                | DYGB                      | DYGA                     | DYGA                     |
| Motorbaureihe                                        | VW EA888                  | VW EA888                  | VW EA888                  | VW EA888                                         | VW EA888                                         | VW EA888                                         | VW EA839                  | VW EA839                  | VW EA839                  | VW EA839                  | VW EA888                                         | VW EA888                                         | VW EA888                                         | VW EA839                 | VW EA825                  | VW EA825                  | VW EA825                  | VW EA825                 | VW EA825                 |
| Motorart                                             | Ottomotor                 | Ottomotor                 | Ottomotor                 | Ottomotor + Elektromotor                         | Ottomotor + Elektromotor                         | Ottomotor + Elektromotor                         | Ottomotor                 | Ottomotor                 | Ottomotor                 | Ottomotor                 | Ottomotor + Elektromotor                         | Ottomotor + Elektromotor                         | Ottomotor + Elektromotor                         | Ottomotor                | Ottomotor                 | Ottomotor                 | Ottomotor                 | Ottomotor                | Ottomotor                |
| Motorbauart                                          | Reihenbauart              | Reihenbauart              | Reihenbauart              | Reihenbauart + permanenterregte Synchronmaschine | Reihenbauart + permanenterregte Synchronmaschine | Reihenbauart + permanenterregte Synchronmaschine | V-Bauart                  | V-Bauart                  | V-Bauart                  | V-Bauart                  | Reihenbauart + permanenterregte Synchronmaschine | Reihenbauart + permanenterregte Synchronmaschine | Reihenbauart + permanenterregte Synchronmaschine | V-Bauart                 | V-Bauart                  | V-Bauart                  | V-Bauart                  | V-Bauart                 | V-Bauart                 |
| Motoraufladung                                       | Turbolader                | Turbolader                | Turbolader                | Turbolader                                       | Turbolader                                       | Turbolader                                       | Turbolader                | Turbolader                | Turbolader                | Turbolader                | Turbolader                                       | Turbolader                                       | Turbolader                                       | Biturbo                  | Biturbo                   | Biturbo                   | Biturbo                   | Biturbo                  | Biturbo                  |
| Bordnetz                                             |                           | 12 Volt MHEV              | 12 Volt MHEV              | –                                                | –                                                | –                                                | –                         | –                         | 48 Volt MHEV              | 48 Volt MHEV              | –                                                | –                                                | –                                                | –                        | –                         | 48 Volt MHEV              | 48 Volt MHEV              | 48 Volt MHEV             | 48 Volt MHEV             |
| Gemischaufbereitung                                  | Benzindirekteinspritzung  | Benzindirekteinspritzung  | Benzindirekteinspritzung  | Benzindirekteinspritzung                         | Benzindirekteinspritzung                         | Benzindirekteinspritzung                         | Benzindirekteinspritzung  | Benzindirekteinspritzung  | Benzindirekteinspritzung  | Benzindirekteinspritzung  | Benzindirekteinspritzung                         | Benzindirekteinspritzung                         | Benzindirekteinspritzung                         | Benzindirekteinspritzung | Benzindirekteinspritzung  | Benzindirekteinspritzung  | Benzindirekteinspritzung  | Benzindirekteinspritzung | Benzindirekteinspritzung |
| Zylinder/Ventile                                     | 4/16                      | 4/16                      | 4/16                      | 4/16                                             | 4/16                                             | 4/16                                             | 6/24                      | 6/24                      | 6/24                      | 6/24                      | 4/16                                             | 4/16                                             | 4/16                                             | 6/24                     | 8/32                      | 8/32                      | 8/32                      | 8/32                     | 8/32                     |
| Hubraum                                              | 1984 cm³                  | 1984 cm³                  | 1984 cm³                  | 1984 cm³                                         | 1984 cm³                                         | 1984 cm³                                         | 2995 cm³                  | 2995 cm³                  | 2995 cm³                  | 2995 cm³                  | 1984 cm³                                         | 1984 cm³                                         | 1984 cm³                                         | 2894 cm³                 | 3996 cm³                  | 3996 cm³                  | 3996 cm³                  | 3996 cm³                 | 3996 cm³                 |
| max. Leistung bei min−1, Verbrennungsmotor           | 180 kW (245 PS)/5000–6500 | 195 kW (265 PS)/5250–6500 | 195 kW (265 PS)/5250–6500 | 185 kW (252 PS)/5000–6000                        | 195 kW (265 PS)/5250–6500                        | 195 kW (265 PS)/5250–6500                        | 250 kW (340 PS)/5000–6400 | 250 kW (340 PS)/5000–6400 | 250 kW (340 PS)/5000–6400 | 250 kW (340 PS)/5200–6400 | 185 kW (252 PS)/5000–6000                        | 195 kW (265 PS)/5250–6500                        | 195 kW (265 PS)/5250–6500                        | 331 kW (450 PS)/         | 441 kW (600 PS)/6000–6250 | 441 kW (600 PS)/6000–6250 | 441 kW (600 PS)/6000–6250 | 463 kW (630 PS)/6000     | 463 kW (630 PS)/6000     |
| max. Leistung, Elektromotor (Peak)                   | —                         | —                         | —                         | 105 kW (143 PS)                                  | 105 kW (143 PS)                                  | 105 kW (143 PS)                                  | —                         | —                         | —                         | —                         | 105 kW (143 PS)                                  | 105 kW (143 PS)                                  | 105 kW (143 PS)                                  | —                        | —                         | —                         | —                         | —                        | —                        |
| Dauerleistung Elektromotor                           | —                         | —                         | —                         | 55 kW (75 PS)                                    | 55 kW (75 PS)                                    | 55 kW (75 PS)                                    | —                         | —                         | —                         | —                         | 55 kW (75 PS)                                    | 55 kW (75 PS)                                    | 55 kW (75 PS)                                    | —                        | —                         | —                         | —                         | —                        | —                        |
| max. Systemleistung                                  | —                         | —                         | —                         | 220 kW (299 PS)                                  | 220 kW (299 PS)                                  | 220 kW (299 PS)                                  | —                         | —                         | —                         | —                         | 270 kW (367 PS)                                  | 270 kW (367 PS)                                  | 270 kW (367 PS)                                  | —                        | —                         | —                         | —                         | —                        | —                        |
| max. Drehmoment bei min−1, Verbrennungsmotor         | 370 Nm/1600–4300          | 370 Nm/1600–4300          | 370 Nm/1600–4500          | 370 Nm/1600–4500                                 | 370 Nm/1600–4500                                 | 370 Nm/1600–4500                                 | 500 Nm/1370–4500          | 500 Nm/1370–4500          | 500 Nm/1370–4500          | 500 Nm/1370–4500          | 370 Nm/1600–4500                                 | 370 Nm/1600–4500                                 | 370 Nm/1600–4500                                 | 600 Nm/                  | 800 Nm/2050–4500          | 800 Nm/2050–4500          | 800 Nm/2050–4500          | 850 Nm/2300–4500         | 850 Nm/2300–4500         |
| max. Drehmoment, Elektromotor                        | —                         | —                         | —                         | 350 Nm                                           | 350 Nm                                           | 350 Nm                                           | —                         | —                         | —                         | —                         | 350 Nm                                           | 350 Nm                                           | 350 Nm                                           | —                        | —                         | —                         | —                         | —                        | —                        |
| max. Systemdrehmoment                                | —                         | —                         | —                         | 450 Nm                                           | 450 Nm                                           | 450 Nm                                           | —                         | —                         | —                         | —                         | 500 Nm                                           | 500 Nm                                           | 500 Nm                                           | —                        | —                         | —                         | —                         | —                        | —                        |
| Antriebsart, Serie                                   | Vorderradantrieb          | Vorderradantrieb          | Vorderradantrieb          | Allradantrieb                                    | Allradantrieb                                    | Allradantrieb                                    | Allradantrieb             | Allradantrieb             | Allradantrieb             | Allradantrieb             | Allradantrieb                                    | Allradantrieb                                    | Allradantrieb                                    | Allradantrieb            | Allradantrieb             | Allradantrieb             | Allradantrieb             | Allradantrieb            | Allradantrieb            |
| Antriebsart, Option                                  | Allradantrieb             | Allradantrieb             | Allradantrieb             | —                                                | —                                                | —                                                | —                         | —                         | —                         | —                         | —                                                | —                                                | —                                                | —                        | —                         | —                         | —                         | —                        | —                        |
| Getriebe, Serie                                      | 7-Gang-S tronic           | 7-Gang-S tronic           | 7-Gang-S tronic           | 7-Gang-S tronic                                  | 7-Gang-S tronic                                  | 7-Gang-S tronic                                  | 7-Gang-S tronic           | 7-Gang-S tronic           | 7-Gang-S tronic           | 7-Gang-S tronic           | 7-Gang-S tronic                                  | 7-Gang-S tronic                                  | 7-Gang-S tronic                                  | 8-Gang Tiptronic         | 8-Gang Tiptronic          | 8-Gang Tiptronic          | 8-Gang Tiptronic          | 8-Gang Tiptronic         | 8-Gang Tiptronic         |
| Lenkung, Serie                                       | Vorderradlenkung          | Vorderradlenkung          | Vorderradlenkung          | Vorderradlenkung                                 | Vorderradlenkung                                 | Vorderradlenkung                                 | Vorderradlenkung          | Vorderradlenkung          | Vorderradlenkung          | Vorderradlenkung          | Vorderradlenkung                                 | Vorderradlenkung                                 | Vorderradlenkung                                 | Vorderradlenkung         | Vorderradlenkung          | Vorderradlenkung          | Vorderradlenkung          | Allradlenkung            | Allradlenkung            |
| Lenkung, Optional                                    | Allradlenkung (2)         | Allradlenkung (2)         | Allradlenkung (2)         | Allradlenkung (2)                                | Allradlenkung (2)                                | Allradlenkung (2)                                | Allradlenkung (2)         | Allradlenkung (2)         | Allradlenkung (2)         | Allradlenkung (2)         | Allradlenkung (2)                                | Allradlenkung (2)                                | Allradlenkung (2)                                | Allradlenkung (2)        | Allradlenkung (2)         | Allradlenkung (2)         | Allradlenkung (2)         | —                        | —                        |
| Leergewicht                                          | 1770–1825 kg              | 1775–1835 kg              | 1775 kg                   | 2140 kg                                          | 2140 kg                                          | 2140 kg                                          | 1890 kg                   | 1890 kg                   | 1890 kg                   | 1890 kg                   | 2140 kg                                          | 2140 kg                                          | 2140 kg                                          | 2085 kg                  | 2140 kg                   | 2140 kg                   | 2150 kg                   | 2140 kg                  | 2140 kg                  |
| max. Zuladung                                        | 530–550 kg                | 535–550 kg                |                           | 510 kg                                           | 510 kg                                           |                                                  | 580 kg                    | 580 kg                    | 580 kg                    |                           | 510 kg                                           | 510 kg                                           |                                                  |                          | 595 kg                    | 595 kg                    |                           | 595 kg                   |                          |
| max. Anhängelast                                     | 2000 kg                   | 2000 kg                   | 2000 kg                   | 2000 kg                                          | 2000 kg                                          | 2000 kg                                          | 2000 kg                   | 2000 kg                   | 2000 kg                   | 2000 kg                   | 2000 kg                                          | 2000 kg                                          |                                                  |                          | 2100 kg                   | 2100 kg                   | 2100 kg                   | 2100 kg                  | 2100 kg                  |
| Beschleunigung, 0–100 km/h                           | 6,2–7,0 s                 | 6,2–7,0 s                 | 6,2–6,9 s                 | 6,3 s                                            | 6,3 s                                            | 6,3 s                                            | 5,3 s                     | 5,3 s                     | 5,3 s                     | 5,0 s                     | 5,7 s                                            | 5,7 s                                            | 5,7 s                                            | 4,5 s                    | 3,6 s                     | 3,6 s                     | 3,6 s                     | 3,4 s                    | 3,4 s                    |
| elektr. Beschleunigung, 0–100 km/h                   | —                         | —                         | —                         | 14,8 s                                           | 14,8 s                                           | 14,8 s                                           | —                         | —                         | —                         | —                         | 14,8 s                                           | 14,8 s                                           | 14,8 s                                           | —                        | —                         | —                         | —                         | —                        | —                        |
| Höchstgeschwindigkeit                                | 250 km/h                  | 250 km/h                  | 250 km/h                  | 250 km/h                                         | 250 km/h                                         | 250 km/h                                         | 250 km/h                  | 250 km/h                  | 250 km/h                  | 250 km/h                  | 250 km/h                                         | 250 km/h                                         | 250 km/h                                         | 250 km/h                 | 250 km/h (3)              | 250 km/h (3)              | 250 km/h (3)              | 280 km/h (4)             | 280 km/h (4)             |
| elektr. Höchstgeschwindigkeit                        | —                         | —                         | —                         | 135 km/h                                         | 135 km/h                                         | 135 km/h                                         | —                         | —                         | —                         | —                         | 135 km/h                                         | 135 km/h                                         | 135 km/h                                         | —                        | —                         | —                         | —                         | —                        | —                        |
| Kraftstoffverbrauch nach WLTP auf 100 km, kombiniert | 6,2–6,8 l Super           | 7,0–8,3 l Super           | 7,0–8,1 l Super           | 1,5–2,1 l Super                                  | 1,1–1,5 l Super                                  | 1,1–1,6 l Super                                  | 6,8–7,2 l Super           | 8,8–9,5 l Super           | 7,9–8,9 l Super           | 8,0–9,0 l Super           | 1,7–2,2 l Super                                  | 1,2–1,5 l Super                                  | 1,3–1,6 l Super                                  | —                        | 12,2–12,7 l Super         | 12,1–12,9 l Super         | 12,0–12,6 l Super         | 12,0–12,5 l Super        | 12,1–12,6 l Super        |
| elektrische Reichweite nach WLTP, kombiniert         | —                         | —                         | —                         | 45–57 km                                         | 61–69 km                                         | 61–71 km                                         | —                         | —                         | —                         | —                         | 45–52 km                                         | 61–66 km                                         | 61–67 km                                         | —                        | —                         | —                         | —                         | —                        |                          |
| CO2-Emission nach WLTP, kombiniert                   | 142–154 g/km              | 160–189 g/km              | 160–184 g/km              | 33–49 g/km                                       | 25–36 g/km                                       | 25–37 g/km                                       | 154–163 g/km              | 200–216 g/km              | 181–202 g/km              | 182–204 g/km              | 39–49 g/km                                       | 29–35 g/km                                       | 30–37 g/km                                       | —                        | 277–288 g/km              | 275–293 g/km              | 272–285 g/km              | 273–284 g/km             | 274–285 g/km             |
| Abgasnorm nach EU-Klassifikation                     | Euro 6d-TEMP-EVAP-ISC     | Euro-6d-ISC-FCM           | Euro 6e                   | Euro 6d-TEMP-EVAP-ISC                            | Euro-6d-ISC-FCM                                  | Euro 6e                                          | Euro 6b                   | Euro 6d-TEMP-EVAP-ISC     | Euro-6d-ISC-FCM           | Euro 6e                   | Euro 6d-TEMP-EVAP-ISC                            | Euro-6d-ISC-FCM                                  | Euro 6e                                          | —                        | Euro 6d-TEMP-EVAP-ISC     | Euro-6d-ISC-FCM           | Euro 6e                   | Euro-6d-ISC-FCM          | Euro 6e                  |

### Dieselmotoren
|                                                      | 40 TDI                    | 40 TDI                    | 40 TDI                    | 40 TDI                    | 45 TDI                    | 45 TDI                    | 45 TDI                    | 45 TDI                    | 50 TDI                    | 50 TDI                    | 50 TDI                    | 50 TDI                    | S7 TDI                                  | S7 TDI                                  | S7 TDI                                  |
| ---------------------------------------------------- | ------------------------- | ------------------------- | ------------------------- | ------------------------- | ------------------------- | ------------------------- | ------------------------- | ------------------------- | ------------------------- | ------------------------- | ------------------------- | ------------------------- | --------------------------------------- | --------------------------------------- | --------------------------------------- |
| Bauzeitraum                                          | 08/2018–06/2019           | 06/2019–09/2020           | 09/2020–11/2023           | 11/2023–03/2025           | 06/2018–06/2019           | 06/2019–12/2020           | 12/2020–06/2023           | 10/2023–03/2025           | 02/2018–06/2019           | 06/2019–10/2020           | 10/2020–06/2023           | 10/2023–03/2025           | 07/2019–11/2020                         | 11/2020–04/2023                         | 10/2023–03/2025                         |
| Motorkennbuchstabe                                   | DFB                       | DFB                       | DFB                       |                           | DDV                       | DDV                       | DDV                       |                           | DDVB                      | DDV                       |                           |                           | DEWA                                    | DKMD                                    | DKMD                                    |
| Motorbaureihe                                        | VW EA288 evo              | VW EA288 evo              | VW EA288 evo              | VW EA288 evo              | VW EA897evo2              | VW EA897evo2              | VW EA897evo3              | VW EA897evo3              | VW EA897evo2              | VW EA897evo2              | VW EA897evo3              | VW EA897evo3              | VW EA897evo2                            | VW EA897evo3                            | VW EA897evo3                            |
| Motorart                                             | Dieselmotor               | Dieselmotor               | Dieselmotor               | Dieselmotor               | Dieselmotor               | Dieselmotor               | Dieselmotor               | Dieselmotor               | Dieselmotor               | Dieselmotor               | Dieselmotor               | Dieselmotor               | Dieselmotor                             | Dieselmotor                             | Dieselmotor                             |
| Motorbauart                                          | Reihenbauart              | Reihenbauart              | Reihenbauart              | Reihenbauart              | V-Bauart                  | V-Bauart                  | V-Bauart                  | V-Bauart                  | V-Bauart                  | V-Bauart                  | V-Bauart                  | V-Bauart                  | V-Bauart                                | V-Bauart                                | V-Bauart                                |
| Motoraufladung                                       | Turbolader                | Turbolader                | Turbolader                | Turbolader                | Turbolader                | Turbolader                | Turbolader                | Turbolader                | Turbolader                | Turbolader                | Turbolader                | Turbolader                | VTG-Turbolader, elektrischer Verdichter | VTG-Turbolader, elektrischer Verdichter | VTG-Turbolader, elektrischer Verdichter |
| Bordnetz                                             | 12 Volt MHEV              | 12 Volt MHEV              | 12 Volt MHEV              | 12 Volt MHEV              | 48 Volt MHEV              | 48 Volt MHEV              | 48 Volt MHEV              | 48 Volt MHEV              | 48 Volt MHEV              | 48 Volt MHEV              | 48 Volt MHEV              | 48 Volt MHEV              | 48 Volt MHEV                            | 48 Volt MHEV                            | 48 Volt MHEV                            |
| Gemischaufbereitung                                  | Common-Rail-Einspritzung  | Common-Rail-Einspritzung  | Common-Rail-Einspritzung  | Common-Rail-Einspritzung  | Common-Rail-Einspritzung  | Common-Rail-Einspritzung  | Common-Rail-Einspritzung  | Common-Rail-Einspritzung  | Common-Rail-Einspritzung  | Common-Rail-Einspritzung  | Common-Rail-Einspritzung  | Common-Rail-Einspritzung  | Common-Rail-Einspritzung                | Common-Rail-Einspritzung                | Common-Rail-Einspritzung                |
| Zylinder/Ventile                                     | 4/16                      | 4/16                      | 4/16                      | 4/16                      | 6/24                      | 6/24                      | 6/24                      | 6/24                      | 6/24                      | 6/24                      | 6/24                      | 6/24                      | 6/24                                    | 6/24                                    | 6/24                                    |
| Hubraum                                              | 1968 cm³                  | 1968 cm³                  | 1968 cm³                  | 1968 cm³                  | 2967 cm³                  | 2967 cm³                  | 2967 cm³                  | 2967 cm³                  | 2967 cm³                  | 2967 cm³                  | 2967 cm³                  | 2967 cm³                  | 2967 cm³                                | 2967 cm³                                | 2967 cm³                                |
| max. Leistung bei min−1                              | 150 kW (204 PS)/3750–4200 | 150 kW (204 PS)/3750–4200 | 150 kW (204 PS)/3800–4200 | 150 kW (204 PS)/3800–4200 | 170 kW (231 PS)/3250–4750 | 170 kW (231 PS)/3250–4750 | 180 kW (245 PS)/3500–4750 | 180 kW (245 PS)/3500–4750 | 210 kW (286 PS)/3500–4000 | 210 kW (286 PS)/3500–4000 | 210 kW (286 PS)/3500–4000 | 210 kW (286 PS)/3500–4000 | 257 kW (349 PS)/3850                    | 253 kW (344 PS)/3850–4000               | 253 kW (344 PS)/3850–4000               |
| max. Drehmoment bei min−1                            | 400 Nm/1750–3000          | 400 Nm/1750–3000          | 400 Nm/1750–3250          | 400 Nm/1750–3250          | 500 Nm/1750–3250          | 500 Nm/1750–3250          | 500 Nm/1750–3250          | 500 Nm/1500–3250          | 620 Nm/2250–3000          | 620 Nm/2250–3000          | 620 Nm/1750–3000          | 620 Nm/1750–3000          | 700 Nm/2500–3100                        | 700 Nm/1750–3250                        | 700 Nm/1750–3250                        |
| Antriebsart, Serie                                   | Vorderradantrieb          | Vorderradantrieb          | Vorderradantrieb          | Vorderradantrieb          | Allradantrieb             | Allradantrieb             | Allradantrieb             | Allradantrieb             | Allradantrieb             | Allradantrieb             | Allradantrieb             | Allradantrieb             | Allradantrieb                           | Allradantrieb                           | Allradantrieb                           |
| Antriebsart, Option                                  | Allradantrieb             | Allradantrieb             | Allradantrieb             | Allradantrieb             | –                         | –                         | –                         | –                         | –                         | –                         | –                         | –                         | –                                       | –                                       | –                                       |
| Getriebe, Serie                                      | 7-Gang-S tronic           | 7-Gang-S tronic           | 7-Gang-S tronic           | 7-Gang-S tronic           | 8-Stufen-tiptronic        | 8-Stufen-tiptronic        | 8-Stufen-tiptronic        | 7-Gang-S tronic           | 8-Stufen-tiptronic        | 8-Stufen-tiptronic        | 8-Stufen-tiptronic        | 8-Stufen-tiptronic        | 8-Stufen-tiptronic                      | 8-Stufen-tiptronic                      | 8-Stufen-tiptronic                      |
| Lenkung, Serie                                       | Vorderradlenkung          | Vorderradlenkung          | Vorderradlenkung          | Vorderradlenkung          | Vorderradlenkung          | Vorderradlenkung          | Vorderradlenkung          | Vorderradlenkung          | Vorderradlenkung          | Vorderradlenkung          | Vorderradlenkung          | Vorderradlenkung          | Vorderradlenkung                        | Vorderradlenkung                        | Vorderradlenkung                        |
| Lenkung, Optional                                    | Allradlenkung (1)         | Allradlenkung (1)         | Allradlenkung (1)         | Allradlenkung (1)         | Allradlenkung (1)         | Allradlenkung (1)         | Allradlenkung (1)         | Allradlenkung (1)         | Allradlenkung (1)         | Allradlenkung (1)         | Allradlenkung (1)         | Allradlenkung (1)         | Allradlenkung (1)                       | Allradlenkung (1)                       | Allradlenkung (1)                       |
| Leergewicht                                          | 1775–1835 kg              | 1775–1835 kg              | 1775–1835 kg              | 1770–1835 kg              | 1955 kg                   | 1955 kg                   | 1955 kg                   | 1955 kg                   | 1955 kg                   | 1955 kg                   | 1955 kg                   | 1955 kg                   | 2085 kg                                 | 2085 kg                                 | 2085 kg                                 |
| max. Zuladung                                        | 600 kg                    | 600 kg                    | 600 kg                    |                           | 580 kg                    | 580 kg                    | 580 kg                    |                           | 580 kg                    | 580 kg                    | 580 kg                    |                           | 550 kg                                  | 550 kg                                  |                                         |
| max. Anhängelast                                     | 2000 kg                   | 2000 kg                   | 2000 kg                   | 2000 kg                   | 2000 kg                   | 2000 kg                   | 2000 kg                   | 2000 kg                   | 2000 kg                   | 2000 kg                   | 2000 kg                   | 2000 kg                   | 2100 kg                                 | 2100 kg                                 | 2100 kg                                 |
| Beschleunigung, 0–100 km/h                           | 7,8–8,3 s                 | 7,8–8,3 s                 | 7,8–8,3 s                 | 7,8–8,1 s                 | 6,5 s                     | 6,5 s                     | 6,4 s                     | 6,4 s                     | 5,7 s                     | 5,7 s                     | 5,6 s                     | 5,6 s                     | 5,1 s                                   | 5,1 s                                   | 5,1 s                                   |
| Höchstgeschwindigkeit                                | 245 km/h                  | 245 km/h                  | 245 km/h                  | 245 km/h                  | 250 km/h                  | 250 km/h                  | 250 km/h                  | 250 km/h                  | 250 km/h                  | 250 km/h                  | 250 km/h                  | 250 km/h                  | 250 km/h                                | 250 km/h                                | 250 km/h                                |
| Kraftstoffverbrauch nach WLTP auf 100 km, kombiniert | 5,6–5,9 l Diesel          | 5,5–5,9 l Diesel          | 5,2–6,3 l Diesel          | 5,3–6,3 l Diesel          | 7,0 l Diesel              | 6,9–7,5 l Diesel          | 6,2–7,0 l Diesel          | 6,3–7,0 l Diesel          | 7,0 l Diesel              | 7,0 l Diesel              | 6,6–7,3 l Diesel          | 6,4–7,0 l Diesel          | 7,8–8,1 l Diesel                        | 7,1–7,4 l Diesel                        | 7,1–7,4 l Diesel                        |
| CO2-Emission nach WLTP, kombiniert                   | 147–159 g/km              | 145–154 g/km              | 137–164 g/km              | 138–166 g/km              | 184 g/km                  | 180–195 g/km              | 163–183 g/km              | 164–184 g/km              | 184 g/km                  | 183 g/km                  | 174–192 g/km              | 167–184 g/km              | 204–211 g/km                            | 186–194 g/km                            | 186–194 g/km                            |
| Abgasnachbehandlung, PM                              | Dieselpartikelfilter      | Dieselpartikelfilter      | Dieselpartikelfilter      | Dieselpartikelfilter      | Dieselpartikelfilter      | Dieselpartikelfilter      | Dieselpartikelfilter      | Dieselpartikelfilter      | Dieselpartikelfilter      | Dieselpartikelfilter      | Dieselpartikelfilter      | Dieselpartikelfilter      | Dieselpartikelfilter                    | Dieselpartikelfilter                    | Dieselpartikelfilter                    |
| Abgasnachbehandlung, NOX                             | SCR-Katalysator           | SCR-Katalysator           | SCR-Katalysator           | SCR-Katalysator           | SCR-Katalysator           | SCR-Katalysator           | SCR-Katalysator           | SCR-Katalysator           | SCR-Katalysator           | SCR-Katalysator           | SCR-Katalysator           | SCR-Katalysator           | SCR-Katalysator                         | SCR-Katalysator                         | SCR-Katalysator                         |
| Abgasnorm nach EU-Klassifikation                     | Euro 6d-TEMP              | Euro 6d-TEMP-EVAP-ISC     | Euro-6d-ISC-FCM           | Euro 6e                   | Euro 6d-TEMP              | Euro 6d-TEMP-EVAP-ISC     | Euro-6d-ISC-FCM           | Euro 6e                   | Euro 6d-TEMP              | Euro 6d-TEMP-EVAP-ISC     | Euro-6d-ISC-FCM           | Euro 6e                   | Euro 6d-TEMP-EVAP-ISC                   | Euro-6d-ISC-FCM                         | Euro 6e                                 |